# Simone Paganini
Simone Paganini (Busto Arsizio, 29 settembre 1972) è un teologo italiano, di fede cattolica romana, è uno studioso dell'Antico Testamento.
Nel volume intitolato Qumran. Le rovine della luna (del 2014) ha esposto i risultati dei più recenti scavi archeologici condotti scientificamente nel sito di Qumran, che smentiscono la teoria degli Esseni.

## Biografia
Dopo aver frequentato le scuole elementari e medie a Busto Arsizio, nel 1990 completò il locale liceo classico a indirizzo umanistico.
Dal '91 al '96 studiò teologia cattolica e filosofia cristiana all'Università di Firenze e alla Pontificia Università Gregoriana. Il 29 giugno 1999 conseguì il Master of Theologiae all'Università di Innsbruck. Il 5 marzo 2002 completò nello stesso ateneo con lode il dottorato di ricerca.
Paganini fu assegnatario di una borsa di ricerca dalla Fondazione Alexander von Humboldt presso la LMU di Monaco per gli anni 2007/2008 e ha anche completato una formazione come manager sociale accademico presso l'Università di economia e commercio di Vienna dal 2006 al 2008.
Nel dicembre 2008 conseguì l'abilitazione all'insegnamento universitario nella materia degli studi dell'Antico Testamento presso l'Università di Innsbruck punto in seguito, iniziò ad insegnare come docente privato di tale materia in questa università.
Nel 2010 fu insignito del Premio Cardinal Innitzer per le Discipline Umanistiche.
A partire dal 2011 è stato ricercatore associato presso l'Università di Pretoria. Dal 2011 al 2015 è stato professore incaricato di teologia dell'Antico Testamento presso lo Studio teologico accademico Bressanone. . Da marzo 2013 è professore ordinario di teologia biblica (AT e NT) presso la RWTH. Dal 2017 al 2020 è stato Direttore Esecutivo dell'Istituto di Teologia presso il RWTH. È membro del Senato accademico.
Nel 2019 gli è stato conferito il Premio per l'Insegnamento Statale a Düsseldorf nella categoria "Insegnamento Digitale".
È sposato con Claudia Paganini.

## Opere
- Der Weg zur Frau Zion, Ziel unserer Hoffnung. ISBN 978-3-460-00491-7.
- Nicht darfst Du diesen Wörtern etwas hinzufügen. ISBN 978-3-447-05915-2.
- con Claudia Paganini: Qumran: Zwischen Verschwörung und Archäologie. ISBN 978-3-8367-0722-0.
- con Claudia Paganini: Was glaubten die Menschen zur Zeit Jesu? ISBN 978-3-8367-0808-1.
- con Esther Lanfermann (illustrazioni a cura di): Unzensiert: Was Sie schon immer über Sex in der Bibel wissen wollten, aber nie zu fragen wagten. ISBN 978-3-451-03275-2.
- Von Evas Apfel bis Noahs Stechmücken – Fake News in der Bibel. ISBN 978-3-451-38493-6.
- con Claudia Paganini; Esther Lanfermann (illustrazioni a cura di): Von wegen Heilige Nacht! Der große Faktencheck zur Weihnachtsgeschichte. ISBN 978-3-579-02397-7.

| Controllo di autorità | VIAF (EN) 69851075 · ISNI (EN) 0000 0000 8150 2010 · SBN CFIV193460 · LCCN (EN) no2002094279 · GND (DE) 124051367 · BNF (FR) cb16217873n (data) · J9U (EN, HE) 987007266220005171 |